# Telémaco (Gluck)
Telemaco, o sia L'isola di Circe  (título original en italiano; en español, Telémaco o La isla de Circe) es una ópera con música de Christoph Willibald Gluck y libreto en italiano de Marco Coltellini, alumno de Ranieri de' Calzabigi.
Fue montada apresuradamente para las fiestas de la boda entre el príncipe hereditario, hijo de María Teresa I de Austria y pronto emperador José II, y Josefa de Baviera y fue representada en el Burgtheater de Viena el 30 de enero de 1765.

## Personajes
| Personaje                                                                 | Tesitura           | Reparto del estreno, 30 de enero de 1765 (Director: - ) |
| ------------------------------------------------------------------------- | ------------------ | ------------------------------------------------------- |
| Ulisse, rey de Ítaca                                                      | tenor              | Giuseppe Tibaldi                                        |
| Circe, hija de Apollo, enamorada de Ulises                                | soprano            | Elisabeth Teyber                                        |
| Telémaco, hijo de Ulises                                                  | contralto castrato | Gaetano Guadagni                                        |
| Asteria, seguidora de Circe, y, según se sabe después, hermana de Merione | soprano            | Rosa Tartaglini                                         |
| Merione (Meríones), hijo del rey de Creta Idomeneo y amigo de Telémaco    | soprano castrato   | Luca Fabris                                             |
| la voz del oráculo                                                        | bajo               |                                                         |